# SIPP

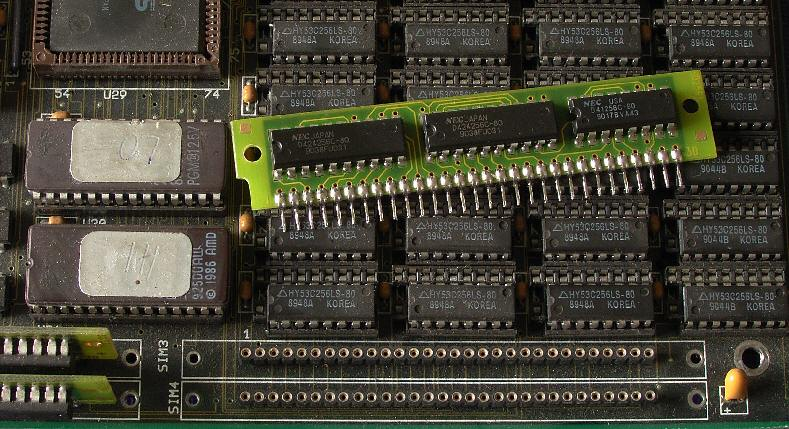
Модуль памяти SIPP на 286 материнской плате

SIPP (англ. Single In-line Pin Package) — модули памяти с однорядным расположением контактов.

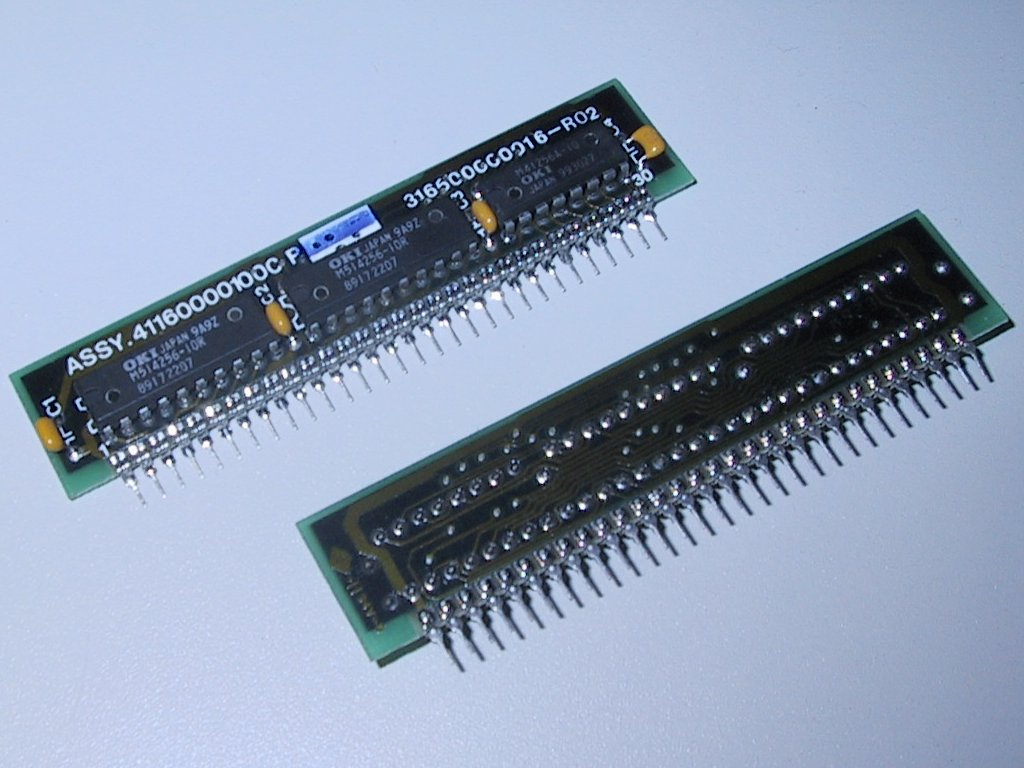
Два модуля памяти SIPP

Модуль состоит из небольшой печатной платы, на которой установлено определённое количество микросхем памяти. Модуль имеет 30 контактов в один ряд, которые устанавливаются в соответствующие отверстия на материнской плате компьютера.
Этот тип памяти использовался в 80286 и некоторых 80386 системах. Он был позже заменен модулями типа SIMM, которые оказались проще в установке.
30-контактные SIPP-модули совместимы по выводам с 30-контактными SIMM-модулями, что объясняет, почему некоторые SIPP-модули были на самом деле SIMM-модулями с выводами, припаянными к контактам.
30 контактов модулей SIPP часто гнулись или ломались во время установки, поэтому модули были довольно быстро заменены на SIMM с контактными пластинами.